# Lazareto de Filadelfia
El Lazareto de Filadelfia fue el primer hospital de cuarentena en los Estados Unidos, construido en 1799, en Tinicum, condado de Delaware, Pensilvania. El sitio fue habitado originalmente por la tribu de los Lenape, y luego por los primeros colonos suecos en América. La cercana isla de la provincia fue el sitio del confinamiento de los indios moravos cristianos que fueron llevados allí bajo custodia protectora desde Lancaster en 1763 cuando sus vidas fueron amenazadas por los Paxton Boys. La instalación es anterior a hitos nacionales similares, como el Hospital de inmigrantes de isla Ellis y la isla de los Ángeles y se considera tanto el hospital de cuarentena más antiguo como el último ejemplo sobreviviente de su tipo en los Estados Unidos.

## Historia
La primera estación de cuarentena para la ciudad de Filadelfia se erigió en 1743, justo al suroeste de donde se encuentran los ríos Schuylkill y Delaware en la moderna Penrose Ferry Road. Se erigió un edificio para uso de los enfermos que llegaban al puerto de Filadelfia y se conocía como Pest House o Old Lazaretto. El edificio se vendió en 1802 y las ganancias se usaron para ayudar a pagar el Lazareto recién construido, ubicado a unas seis millas al oeste.
Los esfuerzos para controlar las epidemias de enfermedades en la ciudad de Filadelfia no comenzaron en serio hasta después de la devastadora epidemia de fiebre amarilla de 1793, que mató a entre 4000 y 5000 habitantes, aproximadamente una décima parte de la población de la ciudad en ese momento, y llevó al gobierno nacional, que entonces se encontraba allí, para mudarse temporalmente fuera de la ciudad. Después de esa epidemia, la comunidad de Pensilvania en 1798 creó una Junta de Salud, controlada por la ciudad, con el poder de recaudar impuestos para las medidas de salud pública. Al año siguiente, la Junta de Salud de la ciudad erigió el Lazareto en un sitio de 10 acres (40 468,6 m²) a unas 10 millas (16,1 km) al sur de la ciudad a orillas del Delaware en el municipio de Tinicum.
En 1864, el hospital municipal de Filadelfia se incendió y la junta de salud lo trasladó al Lazareto. El Dr. J. L. Forwood dirigió el hospital en el Lazareto hasta que se completó el nuevo edificio.
La nueva estación de cuarentena incluía un hospital, oficinas y residencias. Todos los buques de pasajeros y de carga con destino al puerto de Filadelfia debían atracar en el Lazareto para su inspección. Los pasajeros sospechosos de contagio eran puestos en cuarentena en el hospital y toda la carga sospechosa se almacenaba en el depósito público. La Junta de Salud de la Ciudad de Filadelfia operaba la instalación y hacía cumplir las normas de cuarentena locales hasta que la Mancomunidad de Pensilvania asumió la autoridad para hacer cumplir las normas de cuarentena en 1893. Después de que se cerró como hospital, se utilizó como base de aviación.
El edificio fue incluido en el Registro Nacional de Lugares Históricos en 1972. A principios del siglo XXI, el sitio estaba amenazado por el desarrollo, pero el trabajo de los conservacionistas locales lo salvó de la nivelación.

El ayuntamiento de Tinicum compró el edificio en 2005 y posteriormente lo renovó para que sirviera como oficinas del municipio.

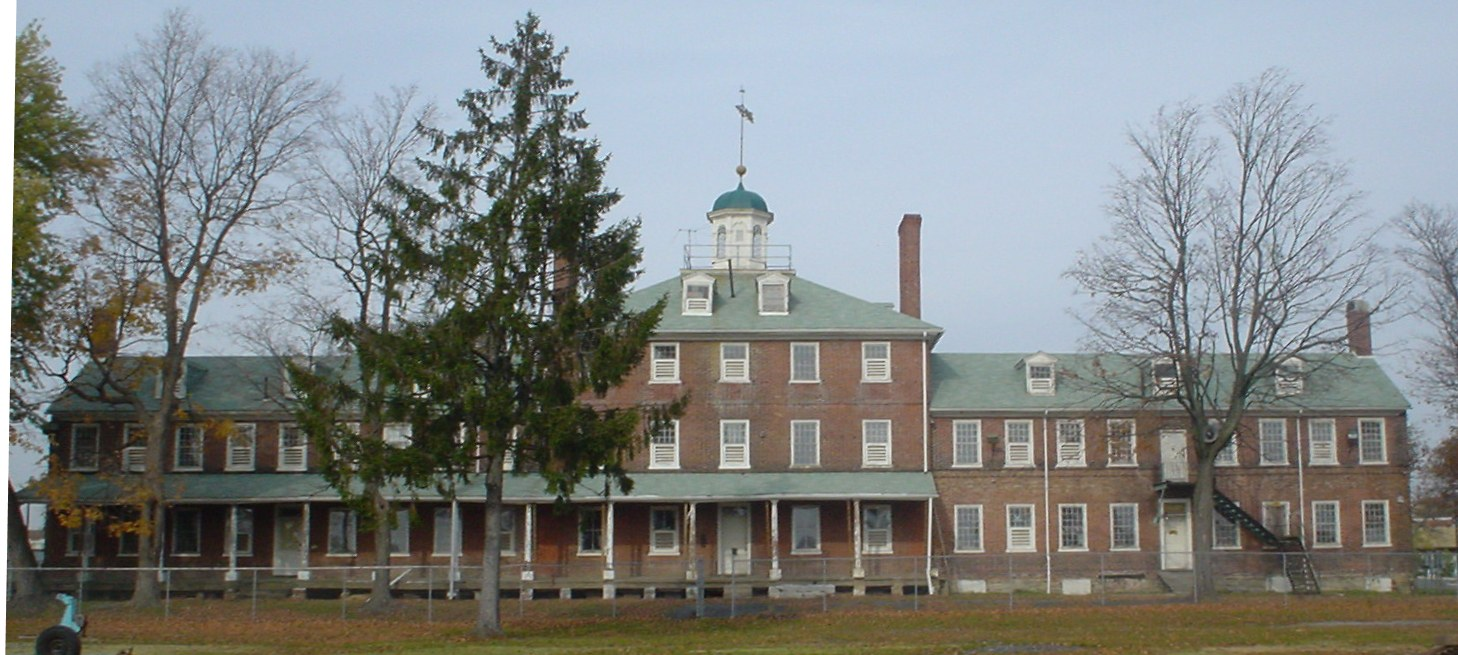
El Lazareto en 2009